# کوپا دل ری
کوپا دل ری (به اسپانیایی: Copa Del Rey) نام مسابقات فوتبالی است که هر سال بین تیم‌های اسپانیایی برگزار می‌شود. نام کامل آن (جام اعلیحضرت پادشاه فلیپه ششم) است که به نام پادشاه فعلی اسپانیا یعنی فلیپه ششم اشاره دارد.
اولین دورهٔ این مسابقات در سال ۱۹۰۳ برگزار شد و طول تاریخ برگزاری این مسابقات تا به الآن، تیم فوتبال بارسلونا با ۳۲ بار قهرمانی، پرافتخارترین تیم شرکت‌کننده در این رقابت‌ها است.
در سال ۲۰۱۱، رئال مادرید که در برابر بارسلونا به قهرمانی رسیده بود به شهر مادرید برگشت و طبق رسم، بازیکنان سوار بر اتوبوسی روباز در حال برپایی جشن قهرمانی در میدان سیبلس شهر مادرید بودند که در این بین جام از دست سرخیو راموس رها شد و با رفتن به زیر چرخ‌های اتوبوس تقریباً از بین رفت که بعد از این حادثه جامی جدید برای این رقابت‌ها ساخته شد.

## پرافتخارترین‌ها
تا سال ۲۰۲۵، ۱۲۰ دوره از این جام برگزار شده و ۱۴ تیم موفق شده‌اند که حداقل یکبار قهرمان این جام شوند.
بارسلونا با ۳۲ قهرمانی و اتلتیک بیلبائو با ٢۴ قهرمانی پرافتخارترین تیم های این مسابقات هستند
| تیم                            | قهرمانی | آخرین پیروزی در فینال | نایب قهرمانی | آخرین شکست در فینال |
| ------------------------------ | ------- | --------------------- | ------------ | ------------------- |
| بارسلونا                       | ۳۲      | ۲۰۲۵                  | ۱۱           | ۲۰۱۹                |
| اتلتیک بیلبائو                 | ۲۴      | ۲۰۲۴                  | ۱۵           | ۲۰۲۱                |
| رئال مادرید                    | ۲۰      | ۲۰۲۳                  | ۲۰           | ۲۰۲۵                |
| اتلتیکو مادرید                 | ۱۰      | ۲۰۱۳                  | ۹            | ۲۰۱۰                |
| والنسیا                        | ۸       | ۲۰۱۹                  | ۹            | ۱۹۹۵                |
| رئال زاراگوزا                  | ۶       | ۲۰۰۴                  | ۵            | ۲۰۰۶                |
| سویا                           | ۵       | ۲۰۱۰                  | ۴            | ۲۰۱۸                |
| اسپانیول                       | ۴       | ۲۰۰۶                  | ۵            | ۱۹۵۷                |
| رئال یونیون                    | ۳       | ۱۹۲۷                  | ۱            | ۱۹۲۲                |
| رئال سوسیداد                   | ۲       | ۲۰۲۰                  | ۵            | ۱۹۸۸                |
| رئال بتیس                      | ۲       | ۲۰۲۲                  | ۲            | ۱۹۹۷                |
| دپورتیوو لاکرونیا              | ۲       | ۲۰۰۲                  | —            | —                   |
| رئال مایورکا                   | ۱       | ۲۰۰۳                  | ۳            | ۲۰۲۴                |
| آرناس                          | ۱       | ۱۹۱۹                  | ۳            | ۱۹۲۷                |
| اسپانیول مادرید                | —       | —                     | ۳            | ۱۹۱۰                |
| سلتاویگو                       | —       | —                     | ۳            | ۲۰۰۱                |
| اسپورتینگ خیخون                | —       | —                     | ۲            | ۱۹۸۲                |
| رئال وایادولید                 | —       | —                     | ۲            | ۱۹۸۹                |
| ختافه                          | —       | —                     | ۲            | ۲۰۰۸                |
| بیسکایا                        | —       | —                     | ۲            | ۱۹۰۷                |
| رئال ویگو اسپورتینگ            | —       | —                     | ۲            | ۱۹۰۸                |
| انجمن سلطنتی ژیمناستیک اسپانیا | —       | —                     | ۱            | ۱۹۱۲                |
| اف سی اسپانیا بارسلونا         | —       | —                     | ۱            | ۱۹۱۴                |
| سی ای اروپا                    | —       | —                     | ۱            | ۱۹۲۳                |
| سابادل                         | —       | —                     | ۱            | ۱۹۳۵                |
| راسینگ فرول                    | —       | —                     | ۱            | ۱۹۳۹                |
| گرانادا                        | —       | —                     | ۱            | ۱۹۵۹                |
| الچه                           | —       | —                     | ۱            | ۱۹۶۹                |
| سی دی کاستیون                  | —       | —                     | ۱            | ۱۹۷۳                |
| لاس پالماس                     | —       | —                     | ۱            | ۱۹۷۸                |
| رئال مادرید کاستیا             | —       | —                     | ۱            | ۱۹۸۰                |
| رکریتیوو اوئلوا                | —       | —                     | ۱            | ۲۰۰۳                |
| اوساسونا                       | —       | —                     | ۱            | ۲۰۲۳                |
| دپورتیوو آلاوس                 | —       | —                     | ۱            | ۲۰۱۷                |